# SG Dynamo Schwerin (2003)
Der Verein SG Dynamo Schwerin, auch Dynamo Schwerin oder kurz SGD, ist ein deutscher Fußballverein aus Schwerin in Mecklenburg-Vorpommern. Er wurde 2003 gegründet und gehört in der Saison 2025/26 der Oberliga Nordost an. Heimstätte ist der Sportpark Lankow.

## Vorgeschichte
Historisch bezieht sich Dynamo Schwerin auf die 1953 unter gleichem Namen gegründete Sportgemeinschaft Dynamo, die als PSV Schwerin 1990 in das FDGB-Pokalfinale einzog, anschließend im Europapokal der Pokalsieger gegen Austria Wien spielte und im FC Mecklenburg Schwerin aufging. Formell besteht daher keine historische Linie beider Klubs, wenngleich sich die neue SG Dynamo in dieser Tradition sieht.

## Geschichte
Zunächst trat Dynamo in der Kreisliga an. Nach drei Aufstiegen spielte der Verein ab der Saison 2007/08 für vierzehn Jahre in der Landesliga West des Landesfußballverbands Mecklenburg-Vorpommern.
2017 wurde offenkundig, dass ein NPD-nahes Unternehmen den Verein als Werbepartner unterstützte. Die Zusammenarbeit wurde daraufhin beendet. Jens-Holger Schneider, ehemaliger Betreuer der SG Dynamo, gilt als langjähriger Teil der rechtsextremen Szene Mecklenburg-Vorpommerns und trat später als Landtagskandidat der AfD an, für die er seit 2017 im Landtag von Mecklenburg-Vorpommern sitzt.
Am Ende der Saison 2020/21, die coronabedingt abgebrochen und nach der Quotientenregel Punkte pro Spiel gewertet wurde, stieg Dynamo Schwerin in die sechstklassige Verbandsliga auf. Aus dieser stieg man 2022 direkt in die fünftklassige Oberliga Nordost auf. Im ersten Jahr, das Dynamo auf dem 8. Platz beendete, kam es erstmals zum Schweriner Derby gegen den FC Mecklenburg, das jeweils die Heimmannschaft für sich entscheiden konnte.

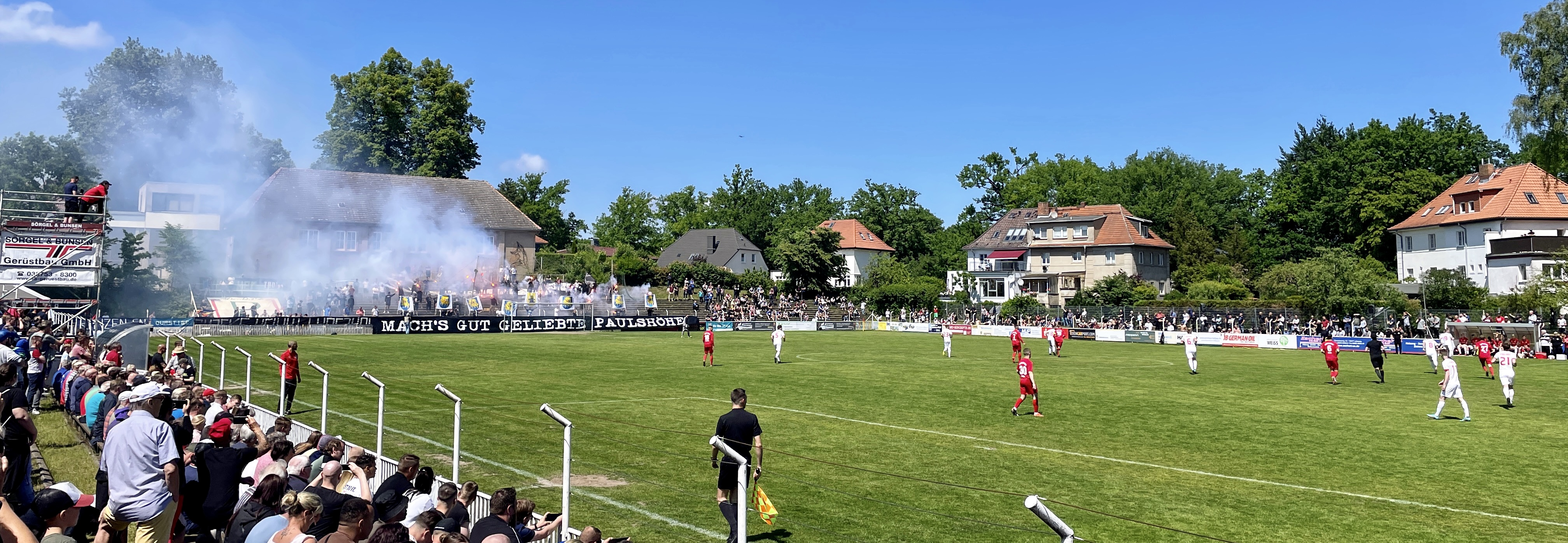
Aufstiegsspiel gegen Anker Wismar auf dem Sportplatz Paulshöhe am 4. Juni 2022

|                                       |
| Fett: Heute noch existierende Vereine |

## Statistik
| Saison  | Liga                                | Ebene | Platz | Tore   | Punkte | Pokal                                      | Anmerkung                                       |
| 2004/05 | Kreisliga Schwerin                  | 0IX   | 01.   | 112:7  | 105    |                                            | Aufstieg                                        |
| 2005/06 | Bezirksklasse West                  | 0VIII | 01.   | 102:18 | 064    |                                            | Aufstieg                                        |
| 2006/07 | Bezirksliga West                    | 0VII  | 01.   | 077:18 | 069    | keine Teilnahme                            | Aufstieg                                        |
| 2007/08 | Landesliga West                     | 0VI   | 02.   | 055:27 | 053    | Achtelfinale (1:2 gegen FC Schönberg 95)   |                                                 |
| 2008/09 | Landesliga West                     | 0VII  | 06.   | 042:40 | 040    | 2. Runde (0:2 gegen VfL Grün-Gold Güstrow) |                                                 |
| 2009/10 | Landesliga West                     | 0VII  | 05.   | 053:27 | 050    | 4. Runde (0:5 gegen Malchower SV)          |                                                 |
| 2010/11 | Landesliga West                     | 0VII  | 04.   | 048:39 | 044    | 2. Runde (1:4 gegen Rostocker FC)          |                                                 |
| 2011/12 | Landesliga West                     | 0VII  | 09.   | 031:41 | 032    | 1. Runde (1:2 gegen MSV Pampow)            |                                                 |
| 2012/13 | Landesliga West                     | 0VII  | 08.   | 048:48 | 035    | 1. Runde (1:3 gegen Hagenower SV)          |                                                 |
| 2013/14 | Landesliga West                     | 0VII  | 08.   | 037:35 | 031    | 2. Runde (0:3 gegen FSV 1919 Malchin)      |                                                 |
| 2014/15 | Landesliga West                     | 0VII  | 07.   | 028:24 | 034    | Achtelfinale (0:2 gegen Malchower SV)      |                                                 |
| 2015/16 | Landesliga West                     | 0VII  | 11.   | 024:28 | 027    | 1. Runde (0:4 gegen Güstrower SC 09)       |                                                 |
| 2016/17 | Landesliga West                     | 0VII  | 05.   | 042:39 | 043    | 1. Runde (0:1 gegen Anker Wismar)          |                                                 |
| 2017/18 | Landesliga West                     | 0VII  | 04.   | 098:42 | 065    | 3. Runde (2:3 n. V. gegen Penzliner SV)    |                                                 |
| 2018/19 | Landesliga West                     | 0VII  | 04.   | 087:39 | 061    | 3. Runde (1:2 gegen Penzliner SV)          |                                                 |
| 2019/20 | Landesliga West                     | 0VII  | 06.   | 048:27 | 031    | keine Teilnahme                            | Saisonabbruch wegen COVID-19-Pandemie           |
| 2020/21 | Landesliga West                     | 0VII  | 01.   | 043:3  | 024    | 3. Runde (0:1 gegen MSV Pampow)            | Saisonabbruch wegen COVID-19-Pandemie, Aufstieg |
| 2021/22 | Verbandsliga Mecklenburg-Vorpommern | 0VI   | 01.   | 085:30 | 065    | 2. Runde (1:2 gegen Greifswalder FC)       | Aufstieg                                        |
| 2022/23 | Oberliga Nordost                    | 0V    | 08.   | 048:54 | 048    | 3. Runde (0:3 gegen Doberaner FC)          |                                                 |
| 2023/24 | Oberliga Nordost                    | 0V    | 13.   | 043:62 | 028    | 2. Runde (2:3 gegen TSG Neustrelitz)       |                                                 |
| 2024/25 | Oberliga Nordost                    | 0V    | 11.   | 051:68 | 036    | Viertelfinale (0:1 gegen FC Schönberg 95)  |                                                 |

## Sportplatz

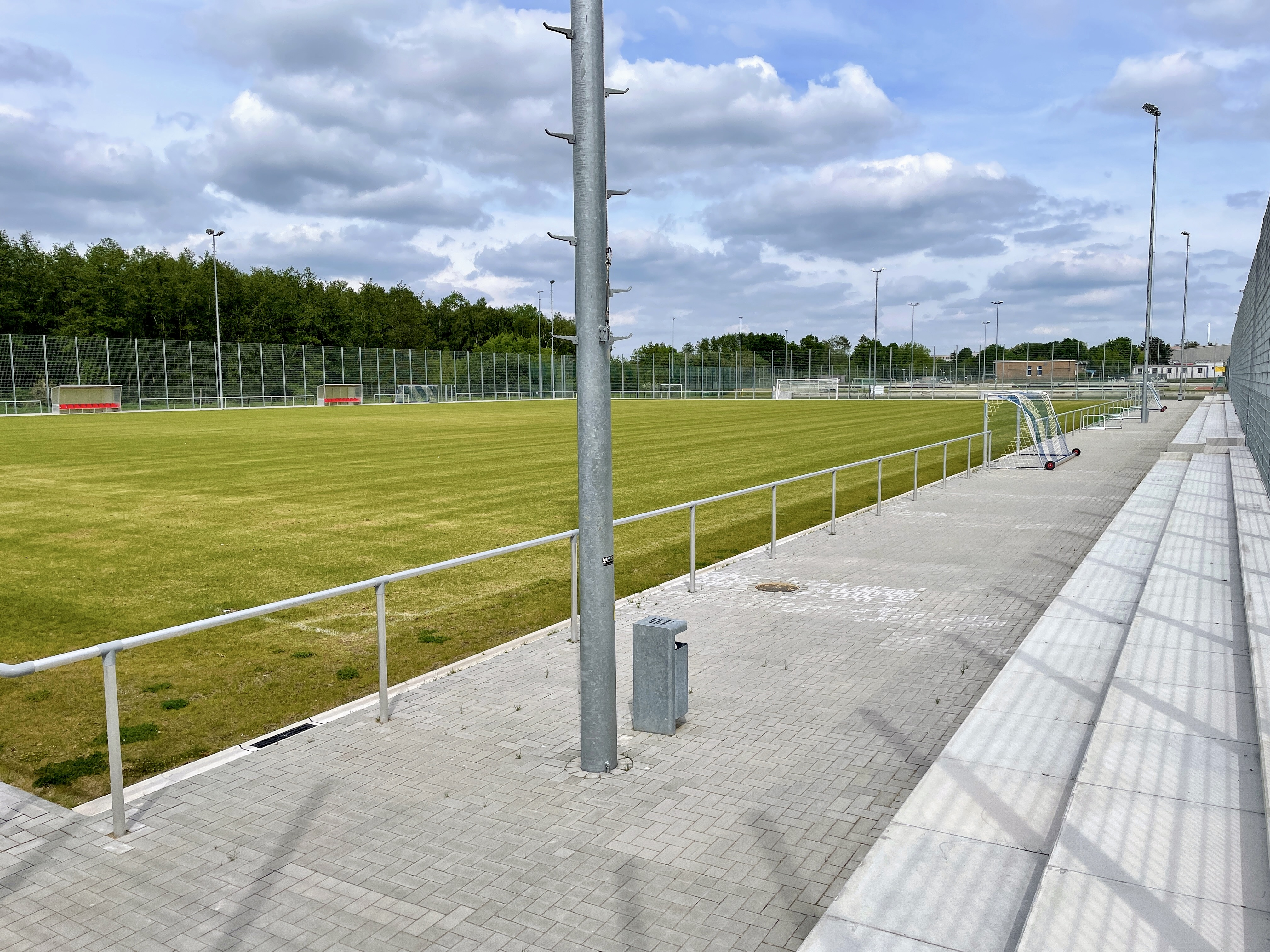
Platz der SGD in Lankow

Heimstätte des Vereins ist seit der Saison 2022/23 der Sportpark Lankow, dessen von der SGD genutzter Platz 5 seit 2024 als Wolf System Arena bezeichnet wird.
Bis Juni 2022 war Dynamo auf dem Sportplatz Paulshöhe ansässig. Verein und Anhängerschaft engagierten sich erfolglos für den Erhalt des Sportplatzes Paulshöhe als dem ältesten Sportplatz der Stadt Schwerin. Die Stadtvertretung beschloss 2010 die Umwidmung zum zukünftigen Wohnpark Paulshöhe, sodass Dynamo nach Lankow umziehen musste.

## Anhängerschaft
Teile der Anhängerschaft gelten als rechtsextrem und dem Hooligan-Milieu zugehörig, weshalb der Verein die Initiative „Fan statt Hooligan“ ins Leben rief. Für die Initiative erhielt der Verein bis 2007 insgesamt 4800 Euro, die allerdings in das Vereinsheim statt wie vorgesehen in sozialpädagogische Arbeit investiert wurden. Auch Beratung durch das Regionalzentrum für demokratische Kultur Westmecklenburg wurde nicht in Anspruch genommen.
Der ehemalige Fanbeauftragte Ronny Sanne ist verurteilter Gewalttäter der rassistischen Ausschreitungen von Rostock-Lichtenhagen. Darüber hinaus spielte der im selben Verfahren verurteilte Gewalttäter Enrico Palletschek für SG Dynamo Schwerin und ist auch weiterhin im Umfeld tätig.

## Weitere Abteilungen
Bei der SG Dynamo bestehen des Weiteren Abteilungen in den Sportarten Kraftsport und Kickboxen. Die Leichtathletik-Abteilung brachte ferner mit Martina Strutz eine erfolgreiche Stabhochspringerin hervor. Andrea Philipp war als Trainerin bei Dynamo Schwerin tätig.
In der Vergangenheit gab es außerdem Abteilungen für Cheerleading, American Football, Karate und Drachenboot.